# Araneus yasudai
Araneus yasudai är en spindelart som beskrevs av Akio Tanikawa 200. Araneus yasudai ingår i släktet Araneus och familjen hjulspindlar. Inga underarter finns listade i Catalogue of Life.